# Phönix-Schwingen
Phönix-Schwingen, op. 125, är en vals av Johann Strauss den yngre. Den spelades första gången den 17 januari 1853 i Wien.

## Historia
Efter fadern Johann Strauss den äldres hastiga död i september 1849 gjorde den 24-årige musikdirektören Johann Strauss den yngre sitt bästa för att ta över den dominerande rollen som "pappa" (faktiskt bara 45 år gamle) Strauss hade spelat i Wien. Sonen slog samman faderns berömda orkester med sitt eget kapell och försökte hålla alla de åtaganden som faderns företag hade gjort. Han var nu inte bara tvungen att komponera utan också organisera konserter, repetera och orkestrera. Dessutom skulle han vara närvarande vid ibland upp till två baler varje dag varje dag på baler eller dirigera orkestern under soiréer, konversera med fiolen i handen och därmed vinna över och inspirera publiken. Denna enorma ansträngning var för stor för en man. 1851 och 1852 fick han nervösa sammanbrott och var tvungen att ställa in alla engagemang. Under en konsertresa hösten 1852 föll Strauss så olyckligt att tidningarna rapporterade om hans död. Men Strauss återhämtade sig, om än mycket långsamt. 
Det var först den 16 januari 1853 som han dök upp igen i spetsen för sin orkester i Volksgarten. En dag senare spelade han i Sofiensaal på en bal som han organiserade: vid detta tillfälle presenterade han en ny vals med titeln Phönix-Schwingen (samt polkan Freuden-Gruss-Polka). Det finns två förklaringar till titeln: att Strauss hade stigit upp från sin sjukbädd liksom fågel Fenix ur askan, eller att namnet var ett skämt genom att hänvisa till ett nyligen bildat transportföretag i Wien kallad "Phönix". Företaget hade lovat allmänheten att transportera passagerare billigare och dessutom snabbare än de traditionella hästdroskorna, men de misslyckades totalt och gick snart i konkurs. 
I januari 1853 befann sig den senare världsberömda pianisten och dirigenten Hans Guido von Bülow för första gången i Wien. Han träffade Strauss hos förläggaren Carl Haslinger och Strauss tillägnade honom spontant valsen Phönix-Schwingen, samt inkluderade några av hans kompositioner i sin repertoar. En gest som von Bülow aldrig skulle glömma.

## Om valsen
Speltiden är ca 7 minuter och 6 sekunder plus minus några sekunder beroende på dirigentens musikaliska tolkning.

## Weblänkar
- Phönix-Schwingen i Naxos-utgåvan.